# Параноидный синдром
Парано́идный синдро́м (от приставки др.-греч. παρά «возле, при, сбоку, вблизи», νόος, νοῦς «ум, разум» и εἶδος «подобный»; лат. syndromum paranoidum) — психопатологический синдром, характеризующийся параноидным бредом и соответствующими содержанию бреда изменениями в эмоциональной сфере и поведении. Параноидный бред включает идеи преследования, отношения, отравления, воздействия, ущерба, уничтожения, обвинения и другие. Некоторыми авторами расценивается как околобредовой синдром, характеризующийся отрывочными, чаще несистематизированными бредовыми идеями политематического (в отличие от паранойяльного синдрома), чаще преследования и (или) иногда физического воздействия с галлюцинациями, псевдогаллюцинациями и явлениями психического автоматизма. Обычно описывается как синдром, в клинической картине которого присутствует вторичный бред (на основе галлюцинаций и псевдогаллюцинаций), что возникает остро на фоне аффекта тревоги, страха, депрессии, галлюцинаций, психических автоматизмов, кататонических расстройств. Другими исследователями описывается как первичный бред, который сочетается с псевдогаллюцинациями или галлюцинациями, и другими явлениями психического автоматизма.

## История
Введение этого термина в психиатрию, как и термина «преследуемые-преследователи», принадлежит Эрнесту Шарлю Ласегу (1852) и Жан-Пьеру Фальре (1854).

## Структура синдрома
О структуре параноидного синдрома среди психиатров не было достигнута консенсуса, среди представителей различных психиатрических школ описания его различаются. Некоторые авторы под данным термином подразумевают первичный бред («интерпретативный, словесный, толковательный бред»), который сочетается с псевдогаллюцинациями или галлюцинациями, и другими явлениями психического автоматизма, таким образом признавая его тождественным синдрому Кандинского — Клерамбо (психического автоматизма). Другие подразумевают систематизированный бред нелепого содержания. Также параноидным синдромом называют отрывочный несистематизированный бред различного содержания (преследования, отношения, воздействия и прочие), который иногда дополняется нестойкими и всегда оттесняемыми бредом на второстепенное место расстройствами восприятия (иллюзиями, галлюцинациями, псевдогаллюцинациями).
В отличие от галлюцинаторно-параноидного синдрома при параноидном синдроме доминируют бредовые идеи, а галлюцинации всегда стоят на заднем плане, а иногда и вовсе отсутствуют.

## Классификация
В зависимости от преобладающих в клинической картине расстройств, говорят о:
- Параноидном синдроме;
- Галлюцинаторно-параноидном синдроме;
- синдроме Кандинского — Клерамбо

Практически нет оснований отождествлять параноидный синдром с синдромом психического автоматизма (Кандинского — Клерамбо), так как их структура различается. Их отождествление необоснованно как с психопатологической, так и с клинической точки зрения.
Определение галлюцинаторно-параноидного синдрома для подобных случаев является неудачным, так как при наличии указанных компонентов в структуре синдрома галлюцинации находятся всегда на втором плане в клинической картине, ведущими являются именно параноидные бредовые идеи.

## Бредообразование
В бредообразовании при параноидном синдроме преобладают образные формы мышления. В бреде при этом не отмечается логики и обоснований, как при паранойяльном синдроме. Параноидный бред образный, отрывочный и нелепый.

## Общее описание
Параноидный синдром свидетельствует о значительной глубине психического расстройства, которое захватывает все сферы душевной деятельности, изменяя поведение больного. Синдром характеризуется преобладанием образного бреда, тесно связанного со слуховыми галлюцинациями, тревогой и подавленным настроением.
Наиболее часто при параноидном синдроме встречается бред преследования. Систематизация бредовых идей любого содержания колеблется в очень широких границах. Если больной говорит о том, в чём заключается преследование (ущерб, отравление), знает дату его начала, цель, используемые с целью преследования (ущерба, отравления и т. д.) средства, основания и цели преследования, его последствия и конечный результат, то речь идет о систематизированном бреде. Бред может возникнуть подобно озарению и не требует подтверждения фактами.
Когда больному всё окружающее кажется наполненным скрытым смыслом (понятным только ему одному), то речь идет о бреде особого значения. Если больному кажется, что незнакомые люди на улице обращают на него внимание, «намекают» на что-то, многозначительно переглядываются между собой, то речь скорее всего идет о бреде отношения.
Сочетание бредовых идей с галлюцинациями любого типа формирует часто встречающийся галлюцинаторно-параноидный синдром. Сенсорные расстройства при параноидном синдроме могут ограничиться одними истинными слуховыми вербальными галлюцинациями, достигающими часто интенсивности галлюциноза. Обычно такой галлюцинаторно-бредовой синдром возникает в первую очередь при соматически обусловленных психических расстройствах. Усложнение вербальных галлюцинаций в этих случаях происходит за счёт присоединения слуховых псевдогаллюцинаций и некоторых других компонентов идеаторного психического автоматизма — «разматывания воспоминаний», чувства овладения, наплыва мыслей — ментизма.
Параноидный синдром может быть острым и хроническим: при остром более выражены аффективные нарушения и меньше — систематизированный бред.

### Бредовой и галлюцинаторный вариант синдрома
В зависимости от преобладания в структуре галлюцинаторно-бредового синдрома бреда или сенсорных расстройств выделяют бредовой и галлюцинаторный его варианты.
При бредовом варианте бред обычно систематизирован в большей степени, чем при галлюцинаторном, среди сенсорных расстройств преобладают психические автоматизмы и больные, как правило, или малодоступны, или недоступны совсем.
При галлюцинаторном варианте преобладают истинные вербальные галлюцинации. Психический автоматизм остается зачастую неразвёрнутым, и у больных всегда можно выяснить те или иные особенности состояния, полная недоступность здесь скорее исключение.
В прогностическом отношении бредовой вариант обычно хуже галлюцинаторного.

### Клиника
Расспрос больных с параноидным синдромом часто представляет большие трудности из-за их недоступности. Такие больные подозрительны, говорят скупо, как бы взвешивая слова. Заподозрить это позволяют типичные для таких больных высказывания («зачем говорить об этом, там всё написано, вы знаете и я знаю, вы же физиономист, давайте поговорим о чём-нибудь другом»). Даже если в результате расспроса врач не получает конкретных сведений о субъективном состоянии больного, он по косвенным признакам почти всегда может сделать вывод о существовании недоступности или малой доступности, то есть о наличии у больного бредовых расстройств.

## Нозология
Синдром входит в структуру шизофрении (обычно — параноидной шизофрении), протекающей непрерывно и в виде приступов, шизотипического расстройства, эпилепсии, протрагированных симптоматических психозах, хронических алкогольных психозах, органических заболеваниях головного мозга, предстарческих психозах (инволюционный параноид), экзогенных (интоксикационный, травматический параноид) и психогенных нарушениях (реактивный параноид)

## Лечение
Применяют комплексную терапию, на основе болезни, которая вызвала синдром. Хотя, например, во Франции, существует синдромологический тип лечения.
1. Лёгкая форма: аминазин, пропазин, левомепромазин 0,025—0,2; этаперазин 0,004—0,1; сонапакс (мелерил) 0,01—0,06; мелерил-ретард 0,2;
2. Средняя форма: аминазин, левомепромазин 0,05—0,3 внутримышечно 2—3 мл 2 раза в день; хлорпротиксен 0,05—0,4; галоперидол до 0,03; трифтазин (стелазин) до 0,03 внутримышечно 1—2 мл 0,2 % 2 раза в день; трифлуперидол 0,0005-0,002; рисперидон 0,002-0,01;
3. Аминазин (тизерцин) внутримышечно 2—3 мл 2—3 в день или внутривенно до 0,1 галоперидол или трифлуперидол 0,03 внутримышечно или внутривенно капельно 1-2 мл; лепонекс до 0,3—0,5; модитен-депо 0,0125—0,025.